# Mosca vironera
La mosca vironera, mosca blava o mosca saballonera (Calliphora vicina) és una espècie de dípter braquícer de la família dels cal·lifòrids. És una mosca freqüent als Països Catalans.

## Característiques
És més grossa que la Musca domestica, ja que fa de 6 a 12 mm de llargada. Destaca per tenir una lluïssor d'un color blau metàl·lic.

## Història natural
La mosca blava entra a les habitacions per fer la posta sobre el menjar fresc; si no en troba, ho farà sobre menjar mal conservat (verdures podrides, formatges que facin pudor, etc.), animals morts de fa poc, cadàvers en putrefacció, substàncies vegetals en vies de descomposició, etc. Solen pondre de nit. Pot provocar miasi greu en l'home i en els animals. Nogensmenys és fonamental en el procés de descomposició de la carronya. Té un olfacte molt fi.

## Ús en entomologia forense
El coneixement de la biologia de la mosca vironera, junt amb altres proves permet determinar el moment de la mort d'una persona, un fet que és molt útil en entomologia forense. És un insecte necròfag que pon els ous damunt dels cadàvers després d'uns dos dies de la mort. Les larves s'anomenen saballons i neixen al cap d'un o dos dies, segons la temperatura, i produeixen un suc per tal de descompondre la carn de la qual es nodreixen.